# Berthold-Gymnasium Freiburg
Das Berthold-Gymnasium (kurz: BG) ist ein humanistisches Gymnasium in Freiburg im Breisgau, das aus einer 1250 urkundlich erwähnten Lateinschule hervorgegangen ist.
Das heutige Schulgebäude befindet sich östlich der Altstadt am Ufer der Dreisam und ist die älteste Schule der Stadt. Die auf Latein basierende Sprachenfolge Englisch, Französisch oder Griechisch weist auf die Tradition der Lateinschule und des späteren humanistischen Gymnasiums hin. Benannt wurde das Gymnasium nach mehreren Herzögen von Zähringen.

## Geschichte

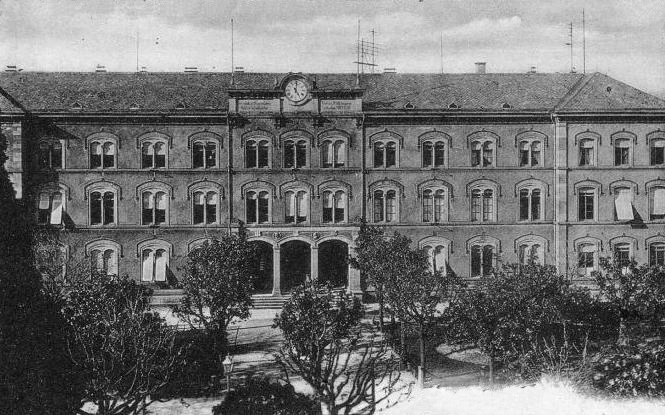
Gebäude des Bertholdgymnasiums in der Bertoldstraße 1866–1944

1250 wurde die Schule zum ersten Mal als Lateinschule erwähnt. Ab 1457 berechtigte der Schulabschluss dieser Schule zum Besuch der Universität. 1620 übernahmen die Jesuiten die Schule als Gymnasium Academicum. 1773 wurde nach dem Verbot der Jesuiten die Schule in eine „Normalschule“ umgewandelt, blieb aber Teil der Universität.
1792 wurde die Schule aus der Universität Freiburg ausgegliedert. Schulträger wurden die Benediktiner-Klöster des Breisgaus. 1807 erfolgte die Umwandlung in das staatliche „Großherzogliche Gymnasium zu Freiburg“. Danach war es für einige Zeit im Peterhof untergebracht. Die Schule wurde im Jahr 1814 ein Humanistisches Gymnasium. 1904 war das „Berthold-Gymnasium“ mit 807 Schülern das größte humanistische Gymnasium im Großherzogtum Baden. Im gleichen Jahr wurde mit dem Friedrich-Gymnasium das zweite humanistische Gymnasium Freiburgs gegründet.
Im Zweiten Weltkrieg wurde das Schulgebäude in der Bertoldstr. 41 bei der Bombardierung Freiburgs am 27. November 1944 vollständig zerstört. Wegen des Totalen Krieges und Einsatz der Schüler für Schanzarbeiten am Westwall ruhte der Unterricht bereits seit den Sommerferien 1944. Erst nach Kriegsende, im Spätsommer 1945 nahm das aus dem Berthold-Gymnasium und dem Friedrich-Gymnasium zusammengelegte Freiburger Gymnasium den Unterricht wieder auf, nutzte dafür das nur teilweise beschädigte Gebäudes des Friedrich-Gymnasiums, musste es aber im Schichtbetrieb mit dem Droste-Hülshoff-Gymnasium teilen, das Schülerinnen vorbehalten war. 1958 war diese Phase mit dem Neubau des Schulgebäudes in der Hirzbergstraße 12 unter Hans Geiges und Helmut Phleps vom Städtischen Hochbauamt beendet.

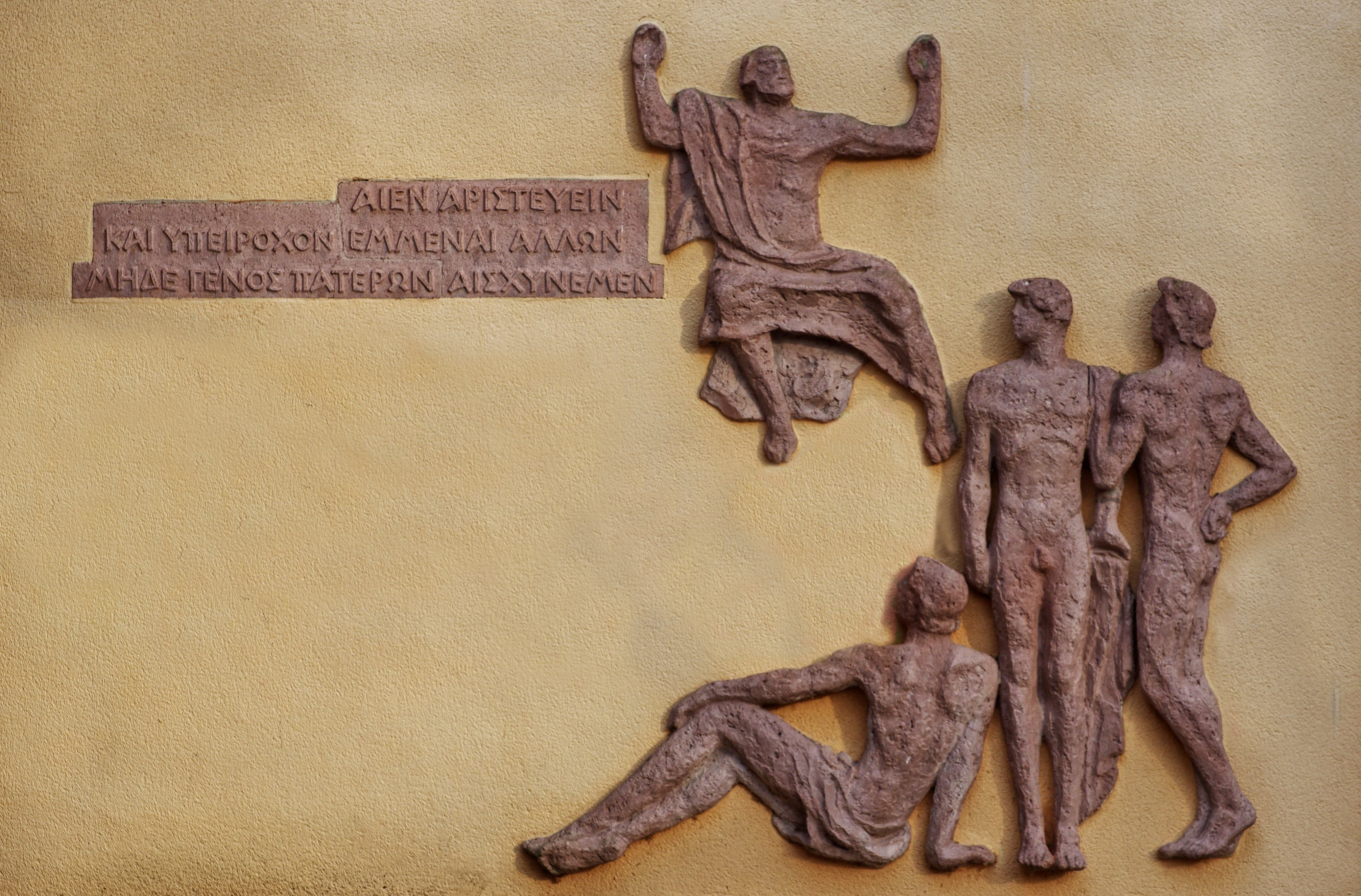
Relief am Haupteingang

Das Relief am Haupteingang, das Homer mit drei ihm lauschenden Jünglingen zeigt, stammt vom Freiburger Bildhauer Nikolaus Röslmeir (1901–1977), der auch den neuen Bertoldsbrunnen schuf. Daneben findet sich ein Zitat aus dem 6. Gesang von Homers Ilias:

«ΑΙΕΝ ΑΡΙΣΤΕΥΕΙΝ ΚΑΙ ΥΠΕΙΡΟΧΟΝ ΕΜΜΕΝΑΙ ΑΛΛΩΝ, ΜΗΔΕ ΓΕΝΟΣ ΠΑΤΕΡΩΝ ΑΙΣΧΥΝΕΜΕΝ»

„[Aien aristeuein kai hypeirochon emmenai allon mede genos pateron aischynemen]“

„Immer der Beste sein und den anderen überlegen, aber dem Geschlecht der Väter keine Schande bereiten).“

Seit 2018 ist das Gebäude des Berthold-Gymnasiums in der Hirzbergstraße  als Kulturdenkmal erfasst.

## Fachbereiche

### Sprachliche Bildung
Das Berthold-Gymnasium betrachtet Latein als sprachliche Grundlage humanistischer Bildung. Als Leitfach wird Latein ab Klasse 5 unterrichtet, danach folgt Englisch ab Klasse 6. Alternativ kann Englisch ab Klasse 5 gewählt werden, anschließend folgt Latein ab Klasse 6. In der achten Klasse wählen die Schüler zwischen Altgriechisch und Französisch oder IMP (Informatik/Mathematik/Physik).
Schüler, die Griechisch gewählt haben, können ab Klasse 10 Französisch als spät beginnende Fremdsprache belegen. Damit haben sie die Möglichkeit, das Zertifikat Europäisches Gymnasium zu erwerben. Mit dem Zertifikat wird nachgewiesen, dass Latein und Griechisch in der Mittelstufe sowie eine klassische Sprache in Verbindung mit einer modernen Fremdsprache in der Kursstufe belegt wurden. Italienisch kann ab Klasse 10 als Arbeitsgemeinschaft und in der Kursstufe als Wahlfach belegt werden.

### Naturwissenschaften und Informatik
Am humanistischen Gymnasium ergänzen sich sprachliche und naturwissenschaftliche Bildung. Der Fächerverbund Biologie, Naturphänomene und Technik (BNT) in der 5. und 6. Klasse übernimmt eine Brückenfunktion zwischen dem integrierten Sachunterricht der Grundschule und den naturwissenschaftlichen Fächern des Gymnasiums ab Klasse 7. In der Mittelstufe folgen der Biologie-, Physik- und Chemieunterricht. In der Kursstufe werden die naturwissenschaftlichen Fächer in drei- und fünfstündigen Kursen angeboten.
Nach dem Basiskurs Medienbildung in Klasse 5 folgt der Aufbaukurs Informatik in Klasse 7. Daran kann das Profilfach IMP (Informatik/Mathe/Physik) anschließen, das als Hauptfach von der 8. bis zur 10. Klasse belegt werden kann. In der Kursstufe bietet das Berthold-Gymnasium das Wahlfach Informatik als zweistündiges Fach an.

### Soziales und personalisiertes Lernen
In Portfoliogesprächen reflektieren die Lernenden ihr Lern- und Sozialverhalten und erhalten dazu ein regelmäßiges Feedback. Das seit vielen Jahren bewährte Mentoring-Konzept beruht auf der Vertraulichkeit und Verbindlichkeit der getroffenen Vereinbarungen zwischen dem Schüler und seinem Lehrer. Damit werden die Kinder und Jugendlichen darin unterstützt, ihre ganz persönlichen Lernwege zu entdecken und motiviert ihre schulischen Ziele zu verfolgen.
Das Programm Lions-Quest unterstützt die Schülerinnen und Schüler der 5. bis 7. Klassen, ihr Selbstvertrauen und ihre kommunikativen Fähigkeiten zu stärken, Kontakte und Beziehungen aufzubauen und konstruktive Lösungen für Konflikte und Probleme von Heranwachsenden zu entwickeln. Im wöchentlichen Klassenrat werden demokratisches Miteinander und Partizipation gefördert. Der Klassenrat bietet ein Forum für Schülerinnen und Schüler, über ihre eigenen Anliegen zu beraten und zu entscheiden.
Die Schule hat ferner ein ausdifferenziertes Paten- und Schüler-Mentoren-System in den Bereichen Sport, Medien und Integration. Auf diese Weise übernehmen Schüler Verantwortung für andere Schüler und können sich in ihren Aufgaben bewähren.

### Ästhetische Erziehung und Kreativität
Die ästhetische Erziehung hat einen hohen Stellenwert am humanistischen Gymnasium. Konzerte und Theateraufführungen sind Höhepunkte des Schuljahres. In der Bildenden Kunst entfalten die Lernenden ihre gestalterischen Ausdrucksmöglichkeiten. Die Ergebnisse werden in Dauer- und Wechselausstellungen im Schulhaus gezeigt.
Bereits im Mittelalter sangen Schüler der Lateinschule im Freiburger Münster; dieser Tradition verpflichtet, weist das Gymnasium dem musischen Bereich eine besondere Rolle zu. Ziel der Musikpädagogik ist es, die abendländische Musikkultur zu erschließen und eine praktische musikalische Ausbildung zu unterstützen. Musiziert wird im Klassenverband und in den Arbeitsgemeinschaften, im Chor, im Orchester und in der Big Band.

## Anbindung
Das Berthold-Gymnasium befindet sich nahe der Haltestelle Musikhochschule der Straßenbahnlinie 1. Der FR 1 entlang der Dreisam führt direkt am Berthold-Gymnasium vorbei.

## Projekte
- Die seit 2001 erscheinende Schülerzeitung BACKGROUND kam bei verschiedenen Schülerzeitungs-Wettbewerben der vergangenen Jahre jeweils auf einen der vorderen Plätze, zuletzt beim Wettbewerb der Bundesländer 2009 auf Platz 2 der Kategorie Gymnasium.
- Das Schultheater des Gymnasiums existiert seit 1948 und führt seit 1988 regelmäßig ein bis drei Produktionen pro Schuljahr auf. Arbeiten der Theater-AGs wurden mehrfach ausgezeichnet:
  - Zweimaliger Gewinn des  „Gerhard-Storz-Preises“ im Jahr 1989 mit der Inszenierung von „Die Wespen“ von Aristophanes und im Jahr 2003 für die Inszenierung des Stückes „Troilus und Cressida“ von William Shakespeare
  - Der 3. Preis beim Theater-Wettbewerb der Stiftung „Humanismus heute“ im November 2007  für ihre Inszenierung Weiber in der Volksversammlung!!! des Aristophanes-Stückes Die Weibervolksversammlung.
  - Teilnahme an der Fernseh-Produktion Die doppelte Johanna, hier zeigte der Südwestrundfunk parallel die Einstudierung des Schiller-Dramas Die Jungfrau von Orléans durch Schauspieler am Staatstheater Stuttgart und durch Schüler der Theater-AG des Berthold-Gymnasiums.

## Persönlichkeiten

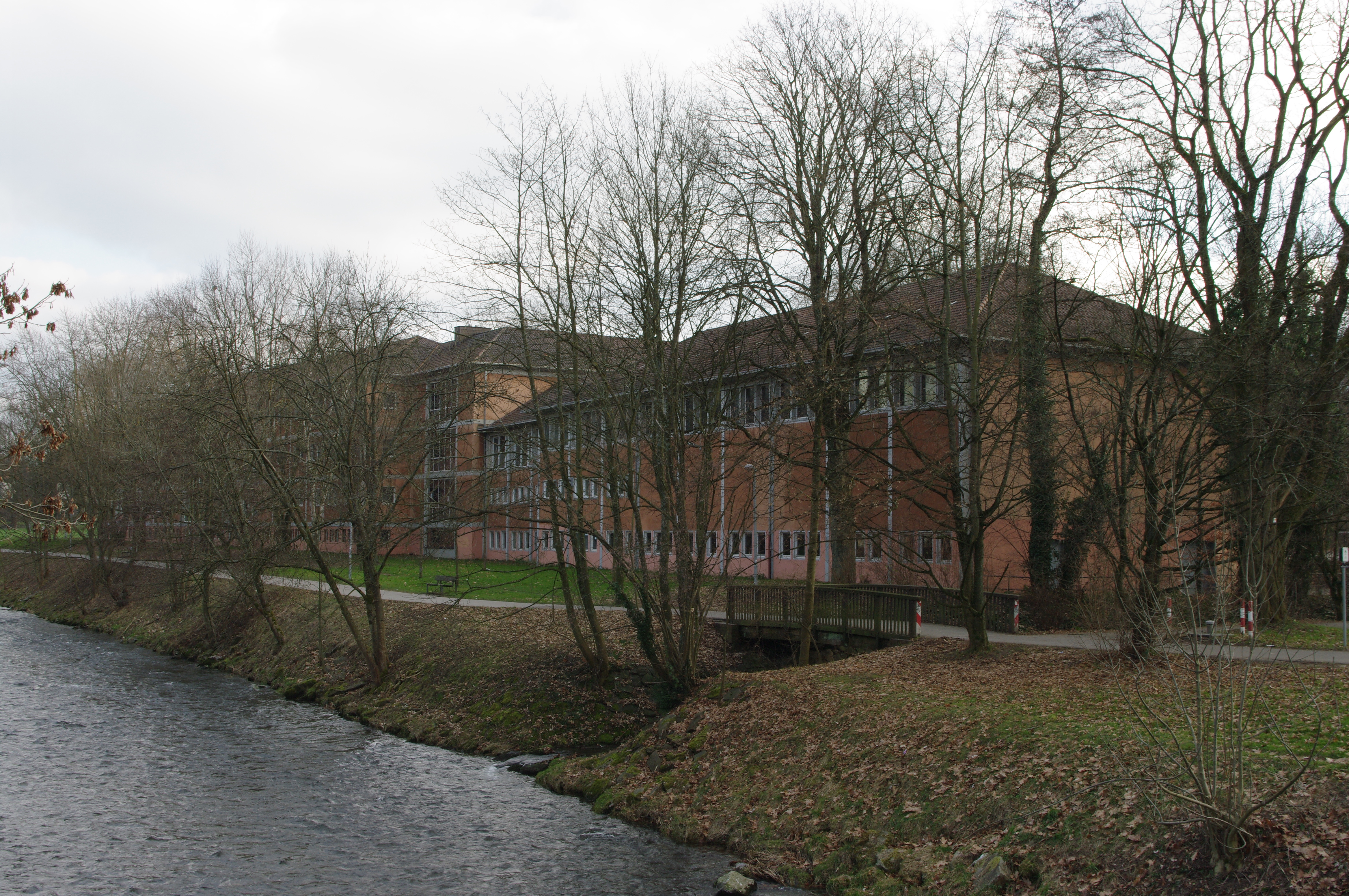
Bertholdgymnasium in der Hirzbergstraße, Nordseite an der Dreisam, 2008

### Direktoren
- 1822–1826 Heinrich Schreiber (1793–1872)
- 1863–1875 Wilhelm Furtwängler (1809–1875)
- 1945–1954 Max Breithaupt (1888–1965)
- 1954–1962 Joseph Klek (1895–1971)
- 1962–1975 Bertold Ruff (1913–1975)
- 1975–1982 Josef Vogt (1926–2014)
- 1983–1994 Reinhard Dieterle (1932–2015)
- 1994–2005 Michael Gugel
- 2005–2013 Elisabeth Müller-Ahrem
- seit 2013 Sybille Buske (* 1971)

### Bekannte Lehrer und Professoren
- Walther von Breisach (1256–nach 1300), Minnesänger, Leiter der Lateinschule (rector puerorum)[4]
- Ulrich Zasius (1461–1535), Jurist und Humanist, Leiter der Lateinschule 1496–1499[5]
- Georg Brun (um 1500–1552), Schulmeister und Bühnenautor
- Heinrich Sautier (1746–1810), Lehrer für Poetik
- Johann Kaspar Ruef (1748–1825), Lehrer für Poetik und Griechisch
- Josef Dominik Karl Brugger (1796–1865), von ungefähr 1824 bis 1836 Lehrer in Freiburg und später deutschkatholischer Priester in Heidelberg[6]
- Anton Baumstark senior (1800–1876), Altphilologe, 1826 provisorischer Lehrer[7]
- Joseph Heinrich Garnier (1802–um 1855), Journalist und Publizist, einige Monate als Vertretung eingesetzt
- Leonhard Schanzenbach (1852–1938)
- Karl Schaefer (1870–1942), Kunsthistoriker
- Leo Wohleb (1888–1955), Lehrer von 1920 bis 1930, später Staatspräsident von Baden
- Ernst Ochs (1888–1961), Germanist, Herausgeber des Badischen Wörterbuchs
- Friedrich Gisinger (1888–1964), Altphilologe

### Bekannte Schüler
- Johann Caspar Brenzinger (* um 1651–1737), Maler und Ratsherr der Stadt Freiburg
- Martin Gerbert (1720–1793), Fürstabt des Klosters St. Blasien
- Ignaz Speckle (1754–1824), letzter Abt des Klosters St. Peter[8]
- Franz Xaver Mezler (1756–1812), Mediziner
- Franz Peter Nick (1772–1825), katholischer Geistlicher und Hochschullehrer
- Heinrich Schreiber (1793–1872), Historiker, später Leiter der Schule[9]
- Karl Joseph Beck (1794–1838), Mediziner und Hochschullehrer
- Karl Fromherz (1797–1854), Pionier der Biomedizin und Biochemie[10]
- Karl Alexander von Reichlin-Meldegg (1801–1877), Theologe und Philosoph[11]
- Joseph Frick (1806–1875), Mediziner, Pädagoge und Mitglied der Zweiten Kammer der Badischen Ständeversammlung
- Adalbert Maier (1811–1889), katholischer Theologe, Geistlicher und Hochschullehrer
- Amanz Jeker (1817–1875), Schweizer Jurist und Politiker
- Johann Baptist von Weiß (1820–1899), Historiker, Schriftsteller und Hochschullehrer
- Anselm Feuerbach (1829–1880), Maler[12]
- August Joos (1833–1909), Mitglied der Badischen Ständeversammlung, badischer Oberamtmann, Präsident des badischen Verwaltungsgerichtshofes, des Kompetenzgerichtshofes und der Oberrechnungskammer
- Heinrich von Kageneck (1835–1887), Gutsbesitzer und Politiker[13]
- Joseph Stöckle (1844–1893), Altphilologe
- Otto Winterer (1846–1915), Oberbürgermeister der Städte Konstanz und Freiburg
- Andreas Schill (1849–1896), Theologe, ab 1889 Professor für Apologetik[14]
- Robert Weissenbach (1851–1907), Jurist und Politiker
- Adolf Furtwängler (1853–1907), Klassischer Archäologe
- Wilhelm Schmidle (1860–1951), Pädagoge, Botaniker und Geologe
- Albert Thumb (1865–1915), Sprachwissenschaftler und Neogräzist
- Wilhelm Herrenknecht (1865–1941), Arzt, Zahnmediziner und Hochschulprofessor
- Hermann Dischler (1866–1935), Maler von Schwarzwaldlandschaften[15]
- Georg Karo (1872–1963), Klassischer Archäologe[16]
- Eugen Fischer (1874–1967), Mediziner, Anthropologe und „Rassenhygieniker“ zur Zeit des Nationalsozialismus[17]
- Carl Schnarrenberger (1875–1964), Geologe, auch kurze Lehrtätigkeit an der Schule[18]
- Heinrich Feurstein (1877–1942), katholischer Priester und Kunsthistoriker, verstarb im KZ Dachau
- Henry Hoek (1878–1951), Geologe, Meteorologe, Bergsteiger, Skifahrer und Schriftsteller
- Karl Geiler (1878–1953), Rechtswissenschaftler und Politiker
- Henry Hoek (1878–1951), Geologe, Meteorologe, Bergsteiger, Skifahrer und Schriftsteller
- Hermann Gehri (1879–1944), Maler und Hochschullehrer
- Wilhelm Winterer (1879–1969), Kolonialoffizier und Afrika-Schriftsteller
- Wilhelm Mühe (1882–1966), deutscher Ministerialbeamter
- Otto Ernst Sutter (1884–1970), Ingenieur, Journalist, Medienreporter und Schriftsteller
- Hans Lembke (1885–1959), Maler und Zeichenlehrer
- Ludwig Armbruster (1886–1973), katholischer Priester und Bienenkundler[19]
- Leo Wohleb (1888–1955), Staatspräsident des Landes Baden, unterrichtete hier auch von 1920 bis 1930
- Arnold Fanck (1889–1974), Regisseur, Kameramann, Berg-, Ski-, Sport- und Naturfilmpionier
- Rudolf Muchow (1889–1962), Maler
- Günther Lütjens (1889–1941), Marineoffizier und Admiral
- Martin Heidegger (1889–1976), Philosoph
- Friedrich Levy (1891–1944), Geograf und Diplomat
- Wolfgang Hoffmann (1893–1956), Jurist, Oberbürgermeister von Freiburg im Breisgau
- Julius Bissier (1893–1965), Maler
- Albert Leo Schlageter (1894–1923), Freikorpskämpfer
- Josef Schelb (1894–1977), Komponist, Pianist und Musikhochschulprofessor
- Alfons Beil (1896–1997), katholischer Priester und Autor
- Hermann Kopf (1901–1991), Politiker (CDU)
- Gero von Schulze-Gaevernitz (1901–1970), deutsch-US-amerikanischer Ökonom und Agent im Zweiten Weltkrieg
- Hanns Elard Ludin (1905–1947), SA-Obergruppenführer und Kriegsverbrecher
- Adolf Würth (1905–198?), Anthropologe, Tsiganologe und nationalsozialistischer Rassentheoretiker[20]
- Hermann Schäufele (1906–1977), Erzbischof von Freiburg
- David Daube (1909–1999), Rechtswissenschaftler in Oxford und Berkeley (Kalifornien)
- Viktor Huber von Gleichenstein (1909–1994), Verwaltungsjurist und Landrat
- Werner Fechter (1910–1994), Germanist
- Walther Fürst (1912–2009), Jurist und Präsident des Bundesverwaltungsgerichts (BVerwG).
- Oskar Vivell (1917–1981), Arzt
- Alfred Saupe (1925–2008), Physiker
- Helmut Engler (1926–2015), Jurist und ehemaliger Minister für Wissenschaft und Kunst Baden-Württembergs
- Alfred Erhart (1928–1984), Bildhauer
- Franz Gutmann (1928–2024), Bildhauer
- Klaus Hemmerle (1929–1994), katholischer Bischof
- Werner O. Feißt (1929–2006), Fernsehmoderator, Fernsehjournalist
- Leo Teutsch (1929–1961), Althistoriker[21]
- Hermann Fünfgeld (1931–2018), Intendant des Süddeutschen Rundfunks (SDR)
- Hans Maier (* 1931), Politikwissenschaftler und ehemaliger Kultusminister Bayerns[22]
- Dieter Heß (1933–2021), Botaniker
- Benno Müller-Hill (1933–2018), Biochemiker, Professor für Genetik
- Conrad Schroeder (1933–2006), Politiker (CDU), BG-Schüler von 1945 bis 1954, Abitur 1955 am Theresien-Gymnasium München[23]
- Peter Horn (1934–2019), südafrikanischer Schriftsteller
- Clausdieter Schott (1936–2023), Jurist, Rechtshistoriker und Professor in Zürich
- Paul-Ludwig Weinacht (* 1938), Politikwissenschaftler
- Wolfgang Huber (* 1942), ehemaliger Ratsvorsitzender der EKD
- Gundolf Fleischer (* 1943), Jurist und Politiker (CDU)
- Ebbo Demant (* 1943), Dokumentarfilmer, Regisseur, Journalist und Hochschullehrer
- Hans-Jürgen Sperling (* 1943), Jurist und Hochschullehrer (Verwaltungsrecht)
- Berthold Riese (* 1944), Ethnologe und Archäologe
- Thomas Zotz (* 1944), Historiker für mittelalterliche Geschichte
- Hans G. Nutzinger (* 1945), Wirtschaftswissenschaftler
- Hortense von Gelmini (* 1947), Orchesterdirigentin, Malerin, und Schriftstellerin
- Wolfgang Weber (* 1950), Historiker
- Reinhard Genzel (* 1952), Professor für Astrophysik, Nobelpreisträger
- Sabine Rollberg (* 1953), Professorin für künstlerische Fernsehformate, Film und Fernsehen
- Susanne Wetterich (* 1956), Politikerin (CDU)
- Julian Würtenberger  (* 1957), Verwaltungsjurist und Politiker
- Ulrich Eigler (* 1959), Altphilologe
- Sandra von Möller (* 1969), Juristin und Unternehmerin
- Robert Schupp (* 1969), Schauspieler
- Max Giermann (* 1975), Schauspieler
- Sebastian Schmidt-Hofner (* 1977), Althistoriker und Hochschullehrer
- Vivian Hösch (* 1991), sehbehinderte Wintersportlerin (nordischer Skisport und Biathlon)